# Christian Doppler
Christian Andreas Doppler (Salisburgo, 29 novembre 1803 – Venezia, 17 marzo 1853) è stato un matematico e fisico austriaco, famoso per le ipotesi di ciò che oggi conosciamo come effetto Doppler, cioè l'apparente cambio di frequenza e lunghezza d'onda di un’onda percepita da un osservatore in moto relativo rispetto alla sorgente dell'onda stessa.

## Biografia

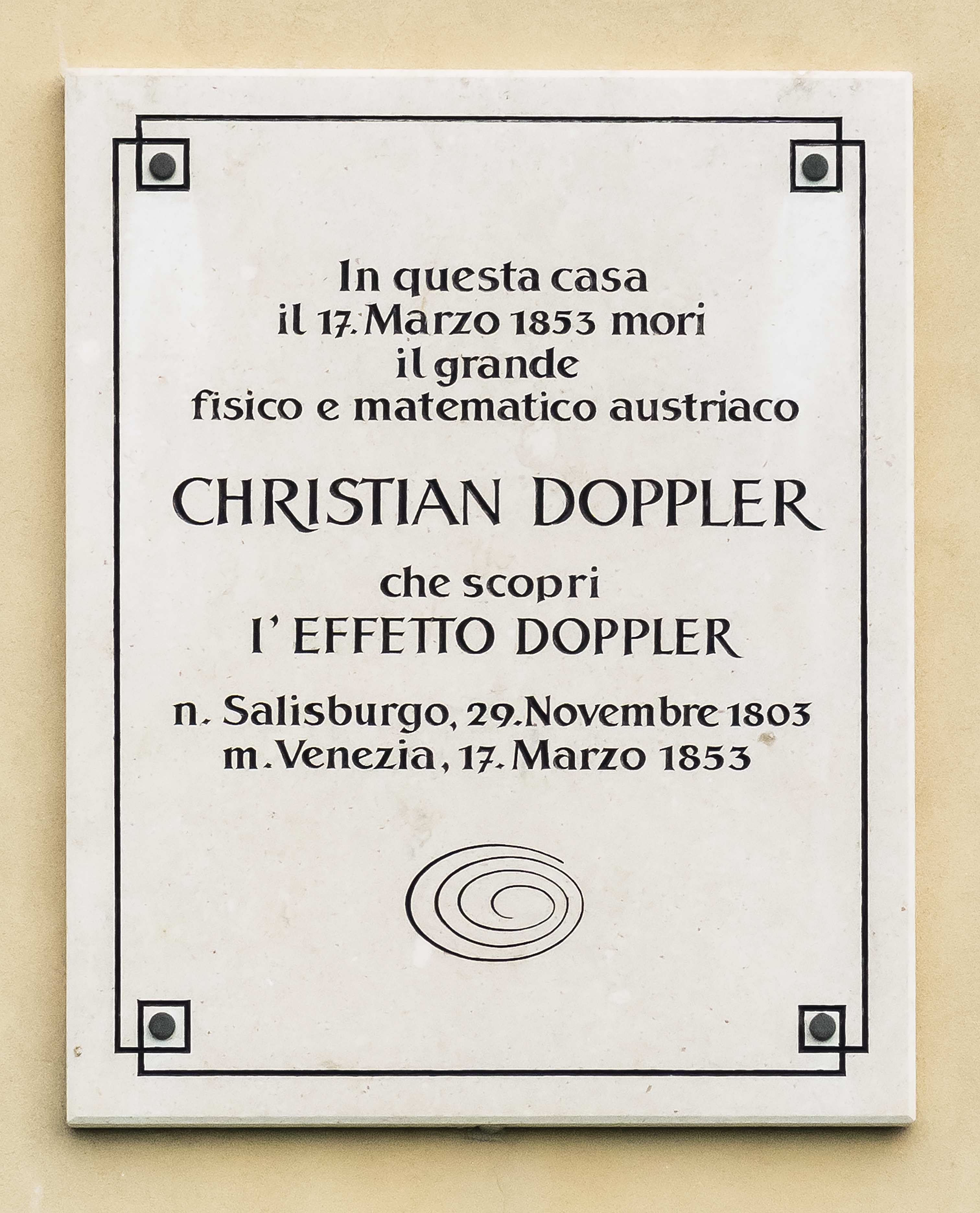
Targa a Christian Doppler, Venezia

Christian Doppler nacque a Salisburgo come figlio di uno scalpellino. Tuttavia non poté lavorare al fianco del padre perché questi versava generalmente in condizioni fisiche malandate. Dopo aver completato gli studi secondari studiò astronomia e matematica a Vienna e Salisburgo, ed iniziò a lavorare al Politecnico di Praga (ora Università Tecnica Ceca di Praga), dove fu nominato professore in matematica e fisica nel 1841.
Solamente un anno dopo, all'età di trentanove anni, pubblicò il suo lavoro più mirabile sull'effetto Doppler (per esempio: notare il cambiamento nel suono di un veicolo che passa velocemente). Durante il tempo passato a Praga come professore, pubblicò più di 50 articoli sulla matematica, fisica e astronomia.
La sua carriera di ricerca a Praga fu interrotta dagli incidenti rivoluzionari del marzo 1848, quando scappò a Vienna. Lì fu messo a capo dell'Istituto per la Fisica Sperimentale all'Università di Vienna nel 1850.
Morì a causa di una malattia polmonare a Venezia il 17 marzo 1853, all'età di quarantanove anni, presso l'appartamento dove abitava, in Riva degli Schiavoni numero 4133. È sepolto a Venezia al Cimitero di San Michele.